# بازگشت به اصول (آلبوم کریستینا آگیلرا)
بازگشت به اصول (به انگلیسی: Back to Basics) پنجمین آلبوم استودیویی خواننده آمریکایی کریستینا آگیلرا است که در ۱۱ اوت ۲۰۰۶ منتشر شد.